# Стеллан Бенгтссон
Стеллан Бенгтссон (швед. Stellan Bengtsson, нар. 26 липня 1952) — колишній відомий шведський настільний тенісист. Триразовий чемпіон світу і семиразовий чемпіон Європи з настільного тенісу. Спортсмен став першим шведським гравцем, що виграв титул чемпіона світу з настільного тенісу в одиночному розряді. Єдиний шведський гравець в настільний теніс, якому вдалося стати чемпіоном світу і Європи в одиночному, в парному і в командному розрядах.

## Кар'єра гравця
Чемпіон світу (1971) і чемпіон Європи (1972) в одиночному розряді серед чоловіків.